# Trinity Square

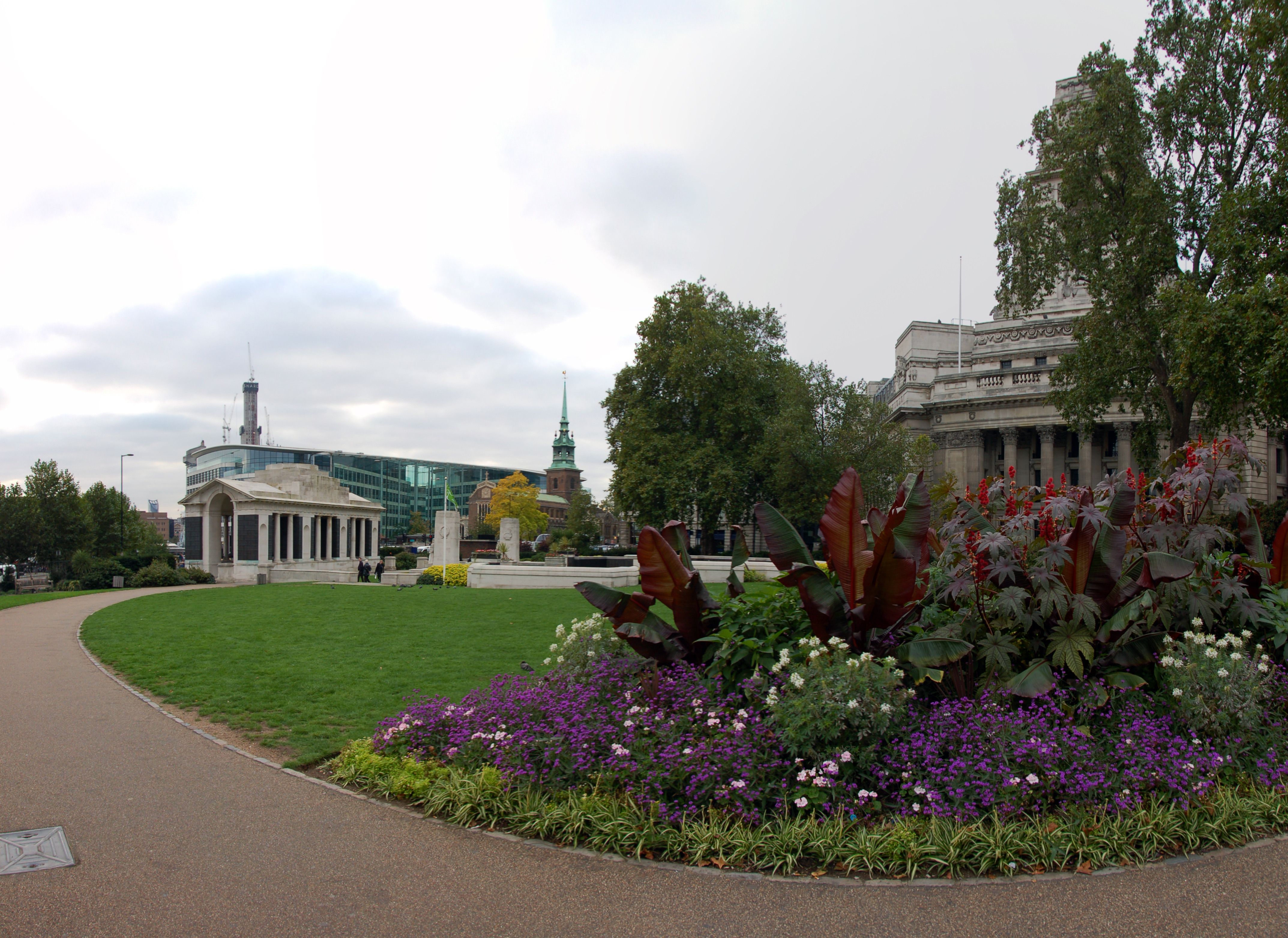
Trinity Square Gardens und Tower Hill Memorial

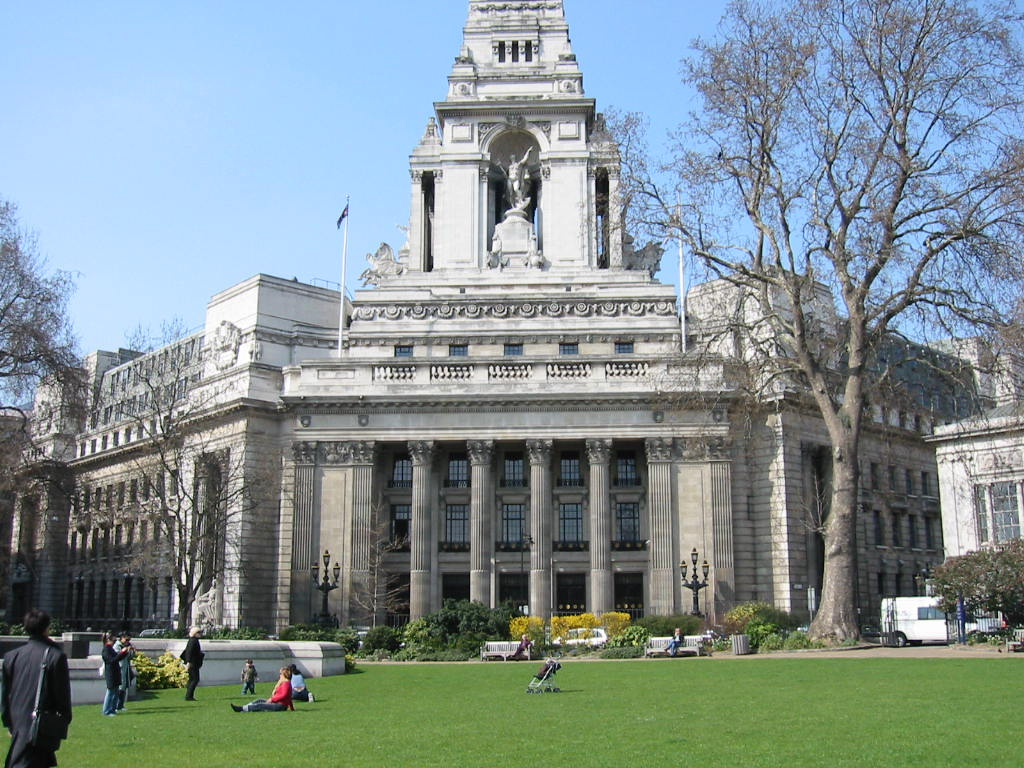
10 Trinity Square und Teile des Parks

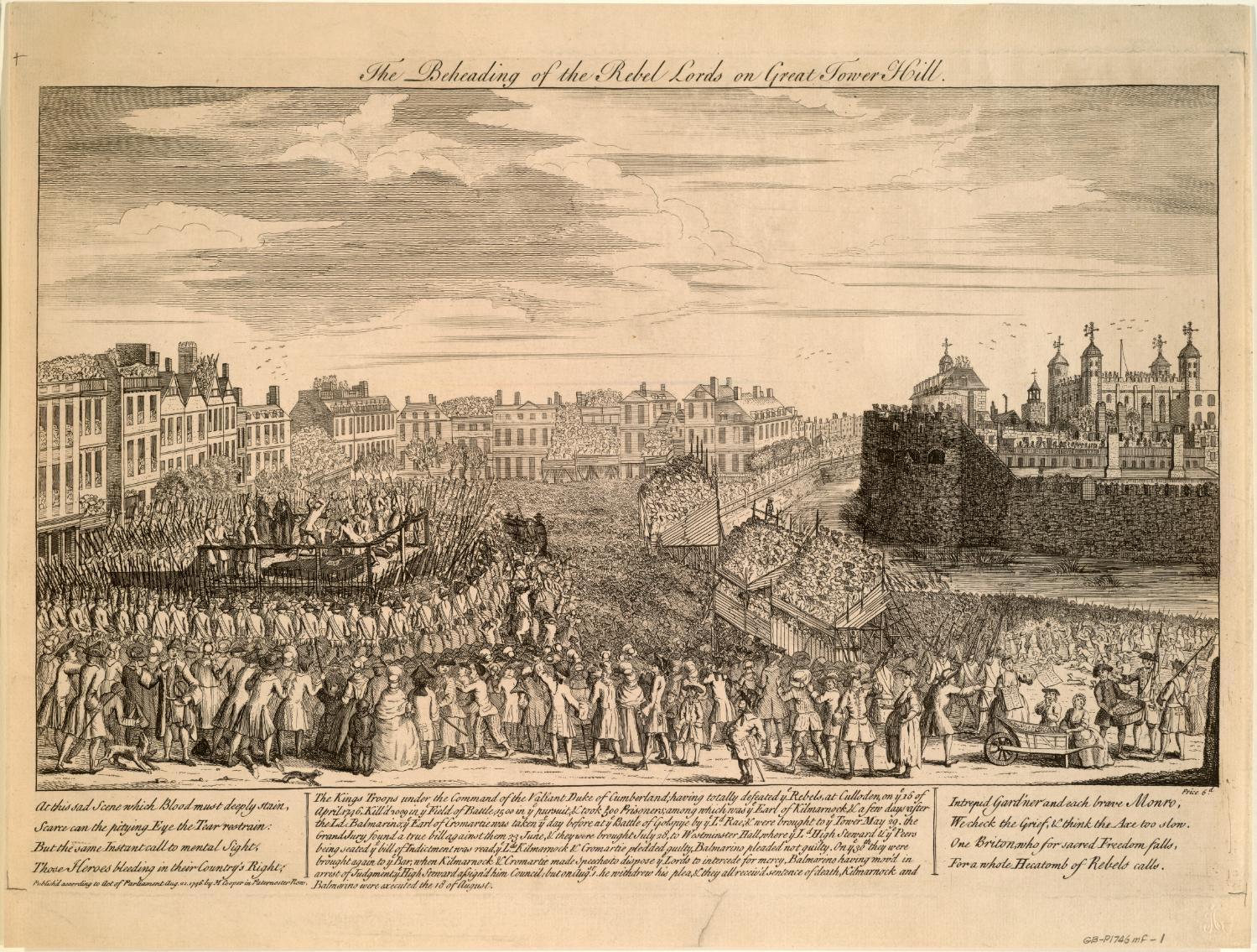
Zeitgenössische Darstellung der letzten Hinrichtung auf dem nördlichen Tower Hill, heute Trinity Square.

Trinity Square ist ein Platz auf dem Tower Hill im London Borough of Tower Hamlets. Er liegt nördlich des Towers of London und damit an der östlichen Grenze der City of London.
Trinity Square bildete historisch die größte Freifläche der Tower Liberties in der Nähe des Towers. Versammlungen fanden hier ebenso statt, wie Trinity Square von 1388 bis 1747 Ort der Hinrichtungen von Gefangenen im Tower war.
Den größten Teil des Platzes nimmt seit dem späten 18. Jahrhundert der Trinity Square Gardens ein. Der Park entstand 1797 und wurde von Samuel Wyatt als Park vor dem Trinity House geplant. Durch den Bau der U-Bahn-Station Tower Hill und anderer Verkehrsbauwerke wurde der Trinity Square 1883 verkleinert.
Am Rande stehen 10 Trinity Square, der ehemalige Hauptsitz der Port of London Authority und das Trinity House, Sitz der Brethren of the Trinity. Das Haus Trinity Square No. 43 war für Jahrzehnte Sitz der christlichen Gemeinschaft Toc H, deren spirituelles Zentrum in der nahe gelegenen Kirche All Hallows-by-the-Tower ist. Den Rest des Platzes nehmen weitere Bürohäuser aus dem 18. bis 20. Jahrhundert ein, die teilweise unter Denkmalschutz stehen.
Im Park selbst steht ein Denkmal von Edwin Lutyens und Edward Maufe für die Toten der Handelsmarine, die in den Kriegen gestorben sind. Ebenso ist dort ein Monument für diejenigen, die auf dem Tower Hill hingerichtet wurden: ein Rechteck mit abgesetztem Boden, der von Ketten umgeben ist. An der Ostseite des Platzes ist ein 15 Meter langes Stück der römischen Stadtmauer Londiniums erhalten. Bis in etwa drei Meter Höhe handelt es sich um die römische Stadtmauer, der Aufbau auf siebeneinhalb Meter geschah im Mittelalter, teilweise unter Verwendung von Steinen der römischen Mauer.
Das Beating of the Bounds, bei der eine zeremonielle Prozession die historischen Grenzen der Tower Liberties abschreitet, führt über den Liberty Square.